# (2500) Alascattalo
(2500) Alascattalo est un astéroïde de la ceinture principale découvert le 2 avril 1926 par l'astronome allemand Karl Wilhelm Reinmuth. Le lieu de découverte est Heidelberg (024). Sa désignation provisoire était 1926 GC.
Sa distance minimale d'intersection de l'orbite terrestre est de 1,14909 ua.